# Tajemniczy pan Quin
Tajemniczy pan Quin (ang. The Mysterious Mr Quin) - zbiór dwunastu opowiadań Agathy Christie, opublikowany w 1930 r. Bohaterem wszystkich jest zagadkowy Harley Quin ("opiekun zakochanych" i "adwokat umarłych"). Agatha Christie zaczerpnęła pomysł na postać Quina z komedii dell`arte. W wyjaśnianiu tajemnic towarzyszy Quinnowi pan Satterthwaite, znajomy Poirota z powieści "Tragedia w trzech aktach" i opowiadania "Lustro nieboszczyka" (ang. Dead Man's Mirror) ze zbioru "Morderstwo w zaułku".

## Lista opowiadań
Wszystkie utwory (wyjątek stanowi „Ptak ze złamanym skrzydłem”) po raz pierwszy ukazały się w latach 1924-29 na łamach brytyjskich i amerykańskich czasopism.
- Nadchodzi pan Quin (tytuł oryginału: The Coming of Mr Quin)
- Cień na szybie (The Shadow on the Glass)
- W gospodzie Pod Dzwonkami i Błazeńskim Strojem (At the "Bells and Motley")
- Znak na niebie (The Sign in the Sky)
- Dusza krupiera (The Soul of the Croupier)
- Człowiek z morza (The Man from the Sea)
- Głos w ciemnościach (The Voice in the Dark)
- Twarz Heleny (The Face of Helen)
- Martwy arlekin (The Dead Harlequin)
- Ptak ze złamanym skrzydłem (The Bird with the Broken Wing)
- Na końcu świata (The World's End)
- Aleja Arlekina (Harlequin's Lane)